# アルゴドネロス・デ・グアサベ
アルゴドネロス・デ・グアサベ（Algodoneros de Guasave）は、メキシコウィンターリーグのリーガ・メヒカーナ・デル・パシフィコに参加しているプロ野球チーム。

## 概要
本拠地はシナロア州グアサベ市のクロダ・パーク。
1970年にチームが創設され、1971年/1972年シーズンに早くもリーグ優勝を果たしているが、リーグ優勝はこの1回のみである。2014年にチームがハリスコ州に移転しチャロス・デ・ハリスコとなり、グアサベの地からチームが消滅していたが、2019年/2020年シーズンから新規参入した2球団のうち1球団として復活した。
Algodoneroはスペイン語で綿花農家の意味であり、従ってチーム名の意味は「グアサベの綿花農家たち」となる。

## 過去の所属選手
- 養父鐵
- 入来祐作